# Lucía Cerón
Lucía del Carmen Cerón Hernández  (Alicante, 22 de abril de 1959) es una jurista española miembro del cuerpo de letrados de la Administración de Justicia. Desde enero de 2017 a junio de 2018 fue directora del Instituto de la Mujer y para la Igualdad de Oportunidades. De 2012 a 2015 fue secretaria autonómica de Familia y Solidaridad y de posteriormente de Servicios Sociales y Solidaridad de la Generalidad Valenciana.

## Trayectoria
Licenciada en Derecho por la Universidad Autónoma de Madrid, pertenece al Cuerpo de Letrados de la Administración de Justicia.  Ha ejercido su actividad profesional en los juzgados de Denia, Alcobendas, Tarrasa y en la Audiencia Provincial de Alicante. Fue secretaria del juzgado de familia de Elche.
Asumió la dirección territorial de Justicia y Bienestar Social de la Generalidad Valenciana, y fue profesora de la Escuela de Práctica Jurídica de Elche. En diciembre de 2012 fue nombrada secretaria autonómica de Familia y Solidaridad de la Consejería de Bienestar Social de la Generalidad Valenciana en el gobierno del popular Alberto Fabra convertida en enero de 2014 en secretaría autonómica de Servicios Sociales y Solidaridad.
El 27 de enero de 2017 fue nombrada directora del Instituto de la Mujer y para la Igualdad de Oportunidades en sustitución de Rosa Urbón. En junio de 2018 se anunció que sería sustituida por Silvia Buabent.

## Vida personal
Es hermana del también jurista y magistrado Juan Carlos Cerón.